# 日本短吻蛤
是笋螂目汤匙蛤科汤匙蛤属的一种。主要分布于中国大陆、台湾，常栖息在深海。
其种加词“japonicum”意为“日本的”。